# Lijst van integralen van logaritmische functies
Dit artikel bevat een lijst van integralen van logaritmische functies. Het is met integralen mogelijk totalen te berekenen, zoals de totale oppervlakte onder een grafiek. De logaritme in de volgende integralen is steeds de natuurlijke logaritme. De reële logaritme is alleen gedefinieerd voor {\displaystyle x>0}. Er wordt van alle integralen de primitieve functie zonder integratieconstante gegeven.
{\displaystyle \int \ln ax\ \mathrm {d} x=x\ln ax-x}
{\displaystyle \int \ln(ax+b)\ \mathrm {d} x={\frac {(ax+b)\ln(ax+b)-(ax)}{a}}}
{\displaystyle \int (\ln x)^{2}\ \mathrm {d} x=x(\ln x)^{2}-2x\ln x+2x}
{\displaystyle \int (\ln x)^{n}\ \mathrm {d} x=x\sum _{k=0}^{n}(-1)^{n-k}{\frac {n!}{k!}}(\ln x)^{k}}
{\displaystyle \int {\frac {\mathrm {d} x}{\ln x}}=\ln |\ln x|+\ln x+\sum _{k=2}^{\infty }{\frac {(\ln x)^{k}}{k\cdot k!}}}
{\displaystyle \int {\frac {\mathrm {d} x}{(\ln x)^{n}}}=-{\frac {x}{(n-1)(\ln x)^{n-1}}}+{\frac {1}{n-1}}\int {\frac {\mathrm {d} x}{(\ln x)^{n-1}}}\qquad {\mbox{voor }}n\neq 1}
{\displaystyle \int x^{m}\ln x\ \mathrm {d} x=x^{m+1}\left({\frac {\ln x}{m+1}}-{\frac {1}{(m+1)^{2}}}\right)\qquad {\mbox{voor }}m\neq -1}
{\displaystyle \int x^{m}(\ln x)^{n}\ \mathrm {d} x={\frac {x^{m+1}(\ln x)^{n}}{m+1}}-{\frac {n}{m+1}}\int x^{m}(\ln x)^{n-1}\ \mathrm {d} x\qquad {\mbox{voor }}m\neq -1}
{\displaystyle \int {\frac {(\ln x)^{n}\ \mathrm {d} x}{x}}={\frac {(\ln x)^{n+1}}{n+1}}\qquad {\mbox{voor }}n\neq -1}
{\displaystyle \int {\frac {\ln {x^{n}}\ \mathrm {d} x}{x}}={\frac {(\ln {x^{n}})^{2}}{2n}}\qquad {\mbox{voor }}n\neq 0}
{\displaystyle \int {\frac {\ln x\ \ \mathrm {d} x}{x^{m}}}=-{\frac {\ln x}{(m-1)x^{m-1}}}-{\frac {1}{(m-1)^{2}x^{m-1}}}\qquad {\mbox{voor }}m\neq 1}
{\displaystyle \int {\frac {(\ln x)^{n}\ \mathrm {d} x}{x^{m}}}=-{\frac {(\ln x)^{n}}{(m-1)x^{m-1}}}+{\frac {n}{m-1}}\int {\frac {(\ln x)^{n-1}\ \mathrm {d} x}{x^{m}}}\qquad {\mbox{voor }}m\neq 1}
{\displaystyle \int {\frac {x^{m}\ \mathrm {d} x}{(\ln x)^{n}}}=-{\frac {x^{m+1}}{(n-1)(\ln x)^{n-1}}}+{\frac {m+1}{n-1}}\int {\frac {x^{m}\ \mathrm {d} x}{(\ln x)^{n-1}}}\qquad {\mbox{voor }}n\neq 1}
{\displaystyle \int {\frac {\mathrm {d} x}{x\ln x}}=\ln |\ln x|}
{\displaystyle \int {\frac {\mathrm {d} x}{x^{n}\ln x}}=\ln \left|\ln x\right|+\sum _{k=1}^{\infty }(-1)^{k}{\frac {(n-1)^{k}(\ln x)^{k}}{k\cdot k!}}}
{\displaystyle \int {\frac {\mathrm {d} x}{x(\ln x)^{n}}}=-{\frac {1}{(n-1)(\ln x)^{n-1}}}\qquad {\mbox{voor }}n\neq 1}
{\displaystyle \int \ln(x^{2}+a^{2})\ \mathrm {d} x=x\ln(x^{2}+a^{2})-2x+2a\tan ^{-1}{\frac {x}{a}}}
{\displaystyle \int {\frac {x}{x^{2}+a^{2}}}\ln(x^{2}+a^{2})\ \mathrm {d} x={\frac {1}{4}}\ln ^{2}(x^{2}+a^{2})}
{\displaystyle \int \ln \left({\sqrt {x^{n}}}\right)\ \mathrm {d} x={\frac {x}{2}}(\ln(x^{n})-n)}
{\displaystyle \int \sin(\ln x)\ \mathrm {d} x={\frac {x}{2}}(\sin(\ln x)-\cos(\ln x))}
{\displaystyle \int \cos(\ln x)\ \mathrm {d} x={\frac {x}{2}}(\sin(\ln x)+\cos(\ln x))}
{\displaystyle \int e^{x}\left(x\ln x-x-{\frac {1}{x}}\right)\ \mathrm {d} x=e^{x}(x\ln x-x-\ln x)}
{\displaystyle \int {\frac {1}{e^{x}}}\left({\frac {1}{x}}-\ln x\right)\ \mathrm {d} x={\frac {\ln x}{e^{x}}}}
{\displaystyle \int (\ln x)^{x}\ \mathrm {d} x=(\ln x)^{x-1}+(\ln(\ln x))(\ln x)^{x}}
{\displaystyle \int e^{x}\left({\frac {1}{\ln x}}-{\frac {1}{x\ln ^{2}x}}\right)\ \mathrm {d} x={\frac {e^{x}}{\ln x}}}